# Taliouine
Taliouine (àrab: تالوين, Tāliwīn; amazic estàndard marroquí: ⵜⴰⵍⵉⵡⵉⵏ, Taliwin) és un municipi de la província de Taroudant, a la regió de Souss-Massa, al Marroc. Segons el cens de 2014 tenia una població total de 6.727 persones.

## Economia
Taliouine és famós per la seva producció de safrà (3.000 kgs en 2009), de la que n'és un dels principals exportadors. La vila també celebra, l'Anmugar Amadal N Zafran (Festival Internacional del Safrà), generalment al novembre, quan floreix el safrà.